# Ron Klink

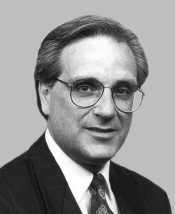
Ron Klink (2000)

Ronald P. „Ron“ Klink (* 23. September 1951 in Canton, Ohio) ist ein US-amerikanischer Politiker. Zwischen 1993 und 2001 vertrat er den Bundesstaat Pennsylvania im US-Repräsentantenhaus.

## Werdegang
Ron Klink besuchte bis 1969 die Meyersdale High School. Später war er in der Fernsehbranche beschäftigt. Zuerst arbeitete er hinter den Kulissen eines regionalen Fernsehsenders in Altoona. Zwischen 1978 und 1993 war er in Pittsburgh und Umgebung als Fernsehreporter und Wettervorhersager tätig. Er war auch Mitglied der Freiwilligen Feuerwehr in Youngwood sowie Vorstandsmitglied der Forbes Road Vocational Technical School in Monroeville. Außerdem war er Partner eines Restaurantbetriebs. Politisch schloss er sich der Demokratischen Partei an.
Bei den Kongresswahlen des Jahres 1992 wurde Klink im vierten Wahlbezirk von Pennsylvania in das US-Repräsentantenhaus in Washington, D.C. gewählt, wo er am 3. Januar 1993 die Nachfolge von Joseph P. Kolter antrat. Nach drei Wiederwahlen konnte er bis zum 3. Januar 2001 vier Legislaturperioden im Kongress absolvieren. Im Jahr 2000 verzichtete er auf eine weitere Kandidatur für das US-Repräsentantenhaus. Stattdessen kandidierte er für den US-Senat, unterlag jedoch dem Republikaner Rick Santorum.